# منتخب فيجي تحت 19 سنة للكريكت
منتخب فيجي تحت 19 سنة للكريكت هو ممثل فيجي الرسمي في المنافسات الدولية في الكريكت تحت 19 سنة.